# Timbres de France 2006
Cet article recense les timbres de France émis en 2006 par La Poste.

## Généralités

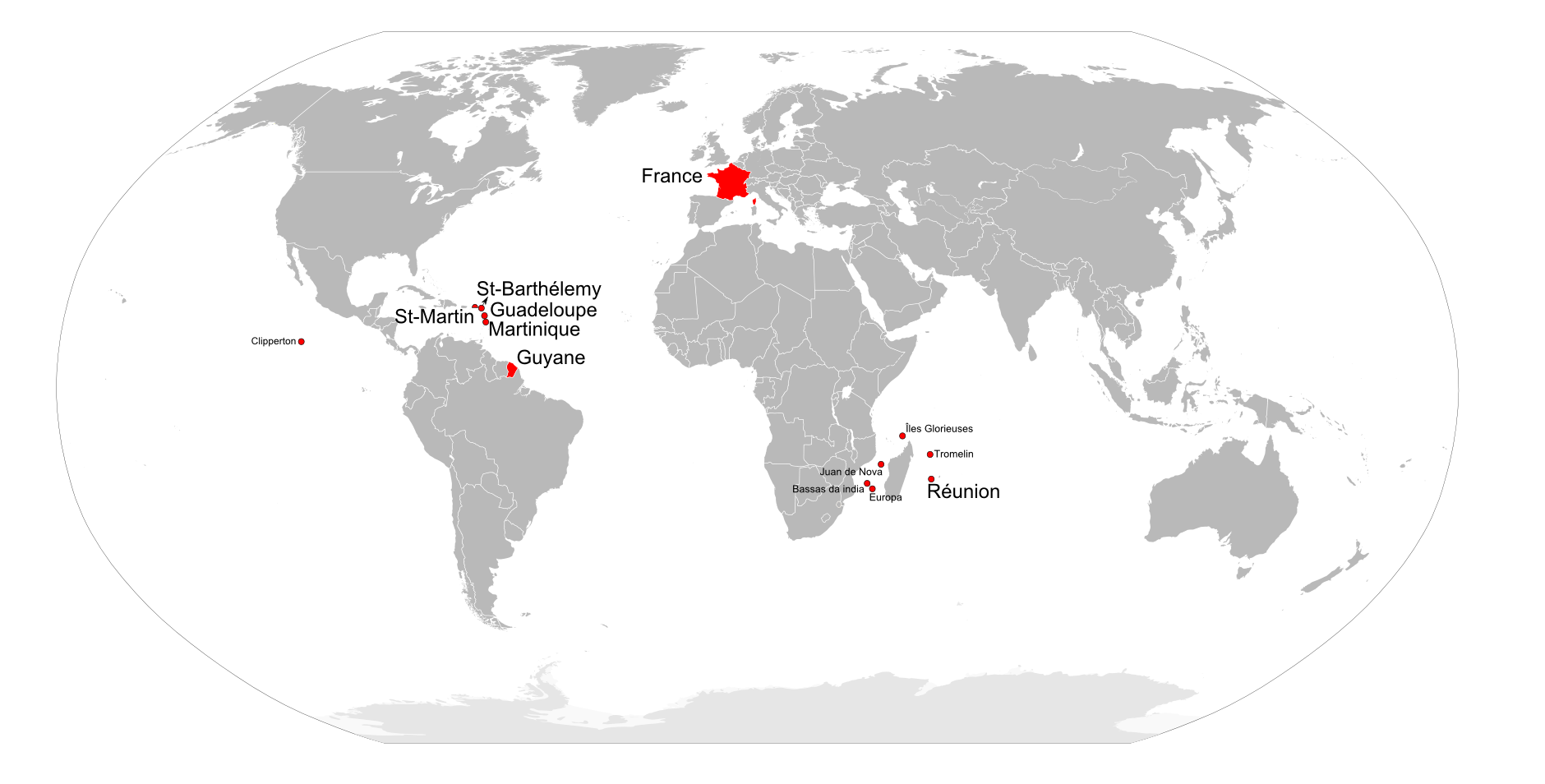
Lieu d'utilisation des timbres de France. Pour les territoires inhabités, l'utilisation est théorique, mais possible par les missions militaires et scientifiques.

Les timbres portent les mentions « France La Poste 2006 » (pays, émetteur, année) et une valeur faciale en euros (€).
Ils sont en usage sur le courrier au départ de la France métropolitaine, de la Corse et des quatre départements d'outre-mer (Guadeloupe, Guyane, Martinique et Réunion).
Le programme philatélique de France pour 2006 a été fixé par des arrêtés du ministère de l'Industrie :
- arrêté du 14 février 2005 (complément 2005 et programme 2006),
- arrêté du 2 août 2005 (programme 2006 et 1re partie du programme 2007),
- complétés par l'arrêté du 31 janvier 2006,
- complétés par l'arrêté du 26 juillet 2006 (compléments 2007 et 1re partie du programme 2008).

Ce programme est mis en œuvre par le Service national des timbre-poste et de la philatélie qui est renommé Phil@poste en mars 2006. En conséquence, l'Imprimerie des timbres-poste et valeurs fiduciaires a pris le nom de Phil@poste Boulazac. Les timbres de France ont progressivement vu la mention de l'imprimeur « ITVF » être remplacée par « Phil@poste ». Pour les timbres d'usage courant au cours du premier semestre, en juin pour les timbres commémoratifs. À noter qu'exceptionnellement, l'impression du timbre « la Marianne en argent » est confiée à la Monnaie royale des Pays-Bas qui dispose du matériel de gravure adéquat.

### Tarifs

#### Tarifs du1ermars 2005
Voici les tarifs postaux au départ de la France métropolitaine qui peuvent être réalisés à l'aide d'un seul timbre ou bloc émis en 2006. Les tarifs en vigueur sont ceux du 1er mars 2005.
Tarif intérieur (plus Andorre et Monaco, et DOM-TOM selon le poids) :
- 0,48 € ou « ÉCOPLI 20g » : lettre de moins de 20 grammes en service économique
- 0,53 € ou « LETTRE 20g » : lettre de moins de 20 grammes
- 0,82 € ou « LETTRE 50g » : lettre de 20 à 50 grammes
- 1,22 € : lettre de 50 à 100 grammes
- 1,98 € : lettre de 100 à 250 grammes

Tarif international :
- 0,55 € : lettre de moins de 20 grammes à destination de l'Union européenne, du Liechtenstein, de Saint-Marin, de la Suisse et du Vatican (zone A)
- 0,90 € ou « MONDE 20g » : lettre de moins 20 grammes à destination de l'Amérique, de l'Asie ou de l'Océanie (zone C)
- 3,00 € : lettre de 200 à 300 grammes vers la zone A en service économique
- 4,80 € (bloc « Opéras de Mozart ») : lettre de 400 à 500 grammes vers la zone C
- 5,00 € : lettre de 500 à 750 grammes vers la zone A en service économique

La zone B est composée des pays européens non membres de l'Union européenne et de l'Afrique.

#### Tarifs du1eroctobre 2006

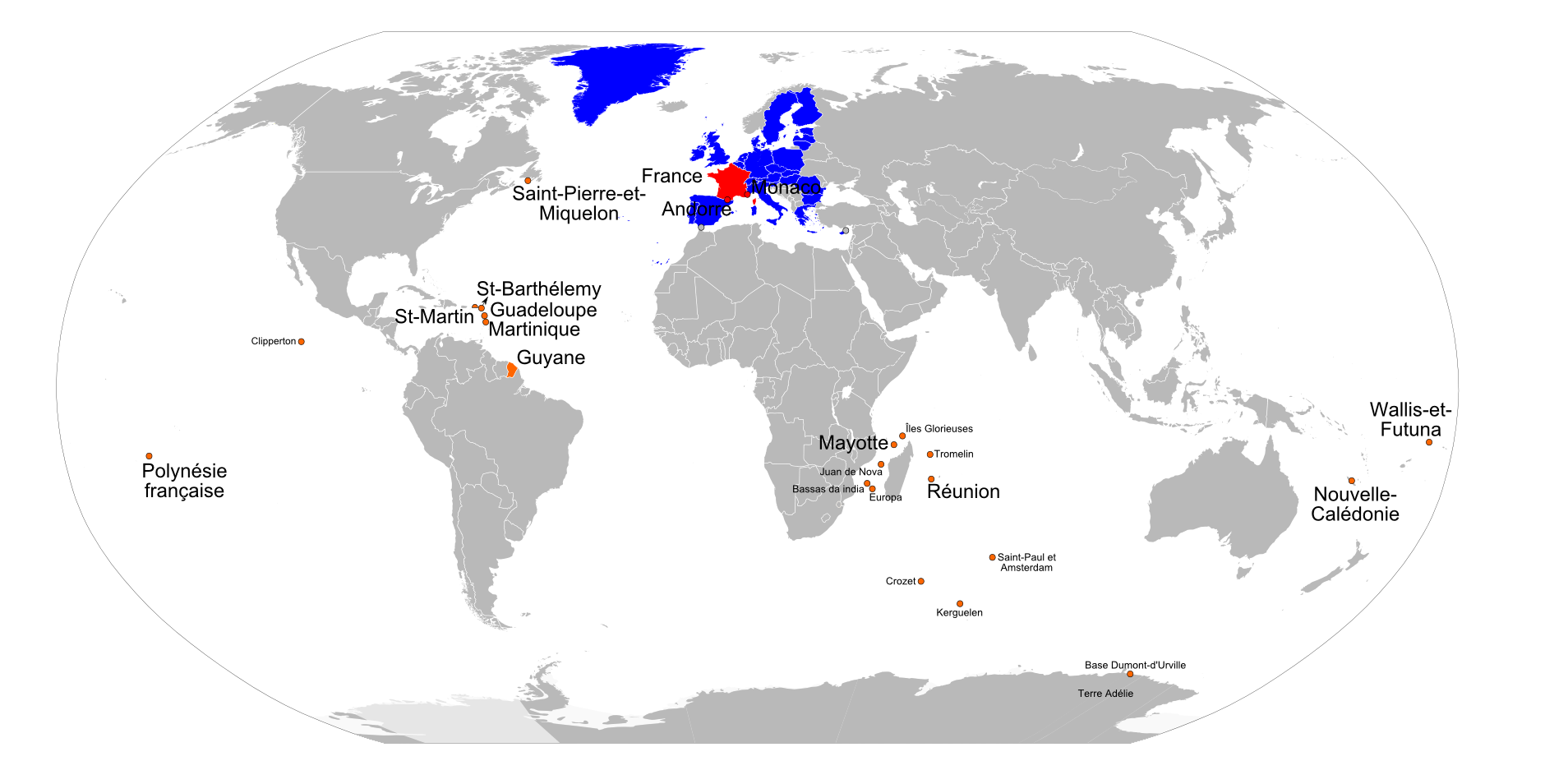
Les zones de tarifs depuis octobre 2006 :
-rouge : régime intérieur ;
-orange : régime intérieur jusqu'à 20 grammes, puis surtaxe aérienne ;
-bleu : zone 1
-gris : zone 2.

Les tarifs postaux sont modifiés le 1er octobre 2006. Dès septembre 2006, des timbres de 0,54 € sont émis pour assurer le nouveau tarif intérieur. Voici les affranchissements réalisables après le 1er octobre 2006 avec un des timbres émis en 2006 :
Tarif intérieur (plus Andorre et Monaco, et DOM-TOM selon le poids) :
- « ÉCOPLI 20 g » (0,49 €) : lettre de moins de 20 grammes en service économique
- 0,54 € ou « LETTRE 20g » : lettre de moins de 20 grammes
- 0,70 € (Marianne) : lettre de 20 à 50 grammes en service économique
- 0,86 € ou « LETTRE 50g » : lettre de 20 à 50 grammes
- 1,30 € : lettre de 50 à 100 grammes
- 2,11 € (Marianne) : lettre de 100 à 250 grammes

Tarif international :
- 0,60 € (Marianne) : lettre de moins de 20 grammes vers la zone 1 (Union européenne, Suisse et pays liés postalement à l'Italie (Saint-Marin et Vatican) et à la Suisse (Liechtenstein).
- 0,85 € ou « MONDE 20g » : lettre de moins de 20 grammes vers la zone 2 (reste du monde)
- 1,15 € (Marianne) : lettre de 20 à 50 grammes vers la zone 1
- 3 € : lettre de moins de 100 à 250 grammes en service économique vers la zone 2

Des timbres émis avant septembre 2006, seuls les timbres libellés en valeur d'usage et un poste aérienne de 3 € peuvent être utilisés sans compléments d'affranchissement pour correspondre aux nouveaux tarifs.

## Légende
Pour chaque timbre, le texte rapporte les informations suivantes :
- date d'émission, valeur faciale et description,
- formes de vente,
- artistes concepteurs et genèse du projet,
- manifestation premier jour,
- date de retrait, tirage et chiffres de vente,

ainsi que les informations utiles pour une émission donnée.

## Janvier

### Saint-Valentin 2006
Le 9 janvier, dans la série annuelle des timbres de Saint-Valentin, sont émis deux timbres « Cœur - Jean-Louis Scherrer » aux valeurs faciales « LETTRE 20g » (0,53 €) et « LETTRE 50g » (0,82 €). Les deux motifs jouent avec des dessins de cœurs pour la partie centrale détachable en forme de cœur, et sont dessinés sur les marges des motifs de tissus imprimés fauves.
Ils sont émis sous les formes déjà connues pour cette émission de timbres de feuille découpables en forme de cœur, d'un bloc de cinq timbres « LETTRE 20g » (2,65 €). Pour la première fois, les collectionneurs peuvent directement les acheter sous la forme de feuilles de 30 timbres autocollants. La nouveauté est l'émission d'une mini-feuille de 10 timbres « LETTRE 20g » se-tenant à une vignette avec la phrase « je t'aime » en dix langues (allemand, anglais, arabe, chinois, espagnol, français, italien, polonais, portugais, turc) ; la valeur de vente est de 8,20 € pour 5,30 € de valeur faciale.
Le dessinateur est Stéphane Rolland, couturier et directeur artistique de la Maison Jean-Louis Scherrer, et mis en page par Bruno Ghiringhelli.
La manifestation premier jour a eu lieu les 7 et 8 janvier précédents à Paris. Le cachet d'oblitération est dessiné par Sylvia Diblik.
Les deux timbres et le bloc de cinq sont retirés le 14 décembre 2007.

### Année du chien
Le 23 janvier, pour la deuxième année consécutive, est émis un timbre pour le Nouvel An chinois et représentant le signe du zodiaque chinois de l'année commençante : le chien. La valeur faciale est « LETTRE 20g » (0,53 €).
Contrairement au timbre précédent « Année du coq » vendu seulement en feuille de dix exemplaires, ce timbre est vendu à l'unité. Le feuillet comprend dix timbres séparés d'une large bande aux motifs bleutés et reprenant les douze signes zodiacaux.
Le dessinateur est Li Zhongyao, mis en page par Aurélie Baras.
La manifestation premier jour a eu lieu les 21 et 22 janvier précédents à Paris.
Ce bloc de dix est retiré le 14 décembre 2007.

### Les impressionnistes

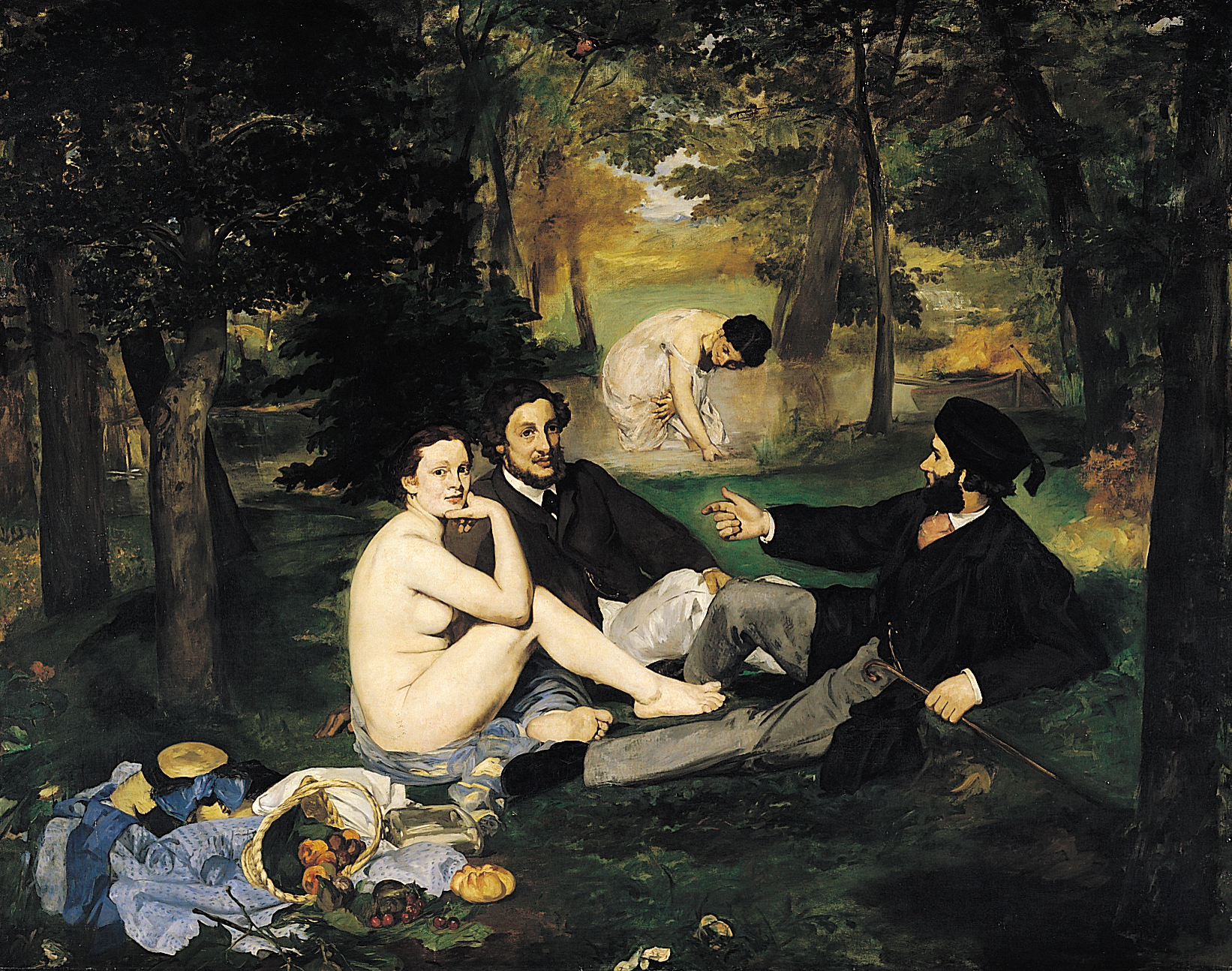
Le Déjeuner sur l'herbe de Manet.

Le 23 janvier, est émis un carnet de dix timbres autocollants représentant des tableaux de peintres impressionnistes. Leur valeur faciale est « LETTRE 20g » (0,53 €, soit 5,30 € le carnet). Le format du carnet a déjà servi en 2005 : une fois plié en trois, il a le format d'une carte de crédit.
Les dix peintures sont, dans l'ordre chronologique représenté sur la couverture du carnet :
- Le Déjeuner sur l'herbe d'Édouard Manet (1863),
- La Chasse aux papillons de Berthe Morisot (1874),
- Portraits à la campagne de Gustave Caillebotte (1876),
- La Bergère ou Jeune Fille à la baguette de Camille Pissarro (1881),
- Danseuses d'Edgar Degas (1884-1885),
- Mère et enfant de Mary Cassatt (1886),
- Mademoiselle Gachet dans son jardin de Vincent van Gogh (1890),
- Femmes de Tahiti ou Sur la plage de Paul Gauguin (1891),
- Jeunes Filles au piano d'Auguste Renoir (1892),
- et L'Air du soir d'Henri-Edmond Cross (1893-1894).

La mise en page est de Pattes et Besset.
La manifestation premier jour a eu lieu les 21 et 22 janvier précédents à Paris.

## Février

### Turin
Le 6 février, est émis un timbre de 0,53 € pour annoncer les Jeux olympiques d'hiver de 2006 organisés à Turin, en Italie. Comme le veut l'habitude, le timbre porte le nom de la ville organisatrice et les anneaux olympiques, mais pas la mention « jeux olympiques ».
Le timbre représente des silhouettes de couleurs unies dessinées d'après des photographies de biathlètes.
La manifestation premier jour a lieu le 4 février précédent à :
- Albertville, ville organisatrice des jeux olympiques 1992,
- Montgenèvre où la flamme olympique est passée le 6 février 2006,
- Paris.

Le cachet d'oblitération a été conçu par ABAKA.

### Fête du timbre 2006
Le 27 février, sont émis les timbres de la Fête du timbre. Comme depuis 1999, un personnage de bande dessinée est mis en valeur : Spirou du duo Spirou et Fantasio. Il est le sujet du timbre de feuille à la valeur « LETTRE 20 g » (0,53 €).
Comme depuis 2004, le carnet est composé de trois valeurs faciales différentes et est vendu 6,68 € :
- 2 timbres « ÉCOPLI 20 g » (0,48 €) avec les deux personnages et Spip l'écureuil (sur fond vert),
- 4 timbres Spirou « LETTRE 20 g » (0,53 €) en train de courir (habillé de rouge sur fond saumon),
- 4 timbres Fantasio « MONDE 20 g » (0,90 €) lui aussi représenté en pleine course (habillé de bleu sur fond violet clair).

Les couleurs dominantes correspondent aux couleurs habituelles de ces tarifs postaux sur timbre d'usage courant.
Les dessins sont des créations originales du dessinateur de bande dessinée José-Luis Munuera, mises en page par Philippe Ravon.
La manifestation premier jour a lieu les 25 et 26 février dans 105 villes de France métropolitaine. Le cachet d'oblitération est dessiné par Munuera et mis en page par Jean-Paul Cousin ; il représente un portrait de Spirou.
En 2006, le Musée de la Poste de Paris organise une exposition sur ce personnage intitulée Spirou tels pères tels fils.
Le carnet est retiré de la vente le 29 juin 2007. Le timbre de feuille l'est le 14 décembre 2007.

## Mars

### Courrières
Le 6 mars, est émis un timbre de 0,53 € intitulé « Hommage aux mineurs - Courrières 1906-2006 » pour le centenaire de la catastrophe minière, dite de Courrières. Après une explosion et des secours interrompus, 1 099 mineurs y périrent. Le timbre représente un mineur agenouillé portant une barrette et une lampe.
Le timbre est dessiné par Jean-Paul Véret-Lemarinier d'après une œuvre de Lucien Jonas (1880-1947).
La manifestation premier jour a lieu les 25 et 26 février précédents à Courrières, dans le Pas-de-Calais.
L'émission du timbre est décidée par un arrêté complémentaire du 31 janvier 2006.

### Ossuaire de Douaumont
Le 6 mars, est émis un timbre de 0,53 € sur l'ossuaire de Douaumont. Il représente la chapelle accueillant les restes de 130 000 soldats inconnus et une partie du cimetière où reposent les soldats français et allemands morts pendant la bataille de Verdun. L'émission du timbre coïncide avec le 90e anniversaire de cette bataille.
Le timbre est dessiné et gravé en taille-douce par René Quillivic, d'après une photographie de Roger-Viollet.
La manifestation premier jour a lieu les 4 et 5 mars précédents à Douaumont. Le cachet d'oblitération est dessinée par Marie-Noëlle Goffin d'après l'illustration du timbre.

### Portraits de régions: La France à vivre
Le 27 mars, pour la quatrième année, est émis un bloc-feuillet de la série Portraits de régions et porte sur « la France à vivre ». Les dix timbres de 0,53 € représentent des plats traditionnels (le beurre, le café, l'huile d'olive, la mirabelle et le roquefort) et des éléments du folklore français (le carnaval, les hortillonnages d'Amiens, les marais salants, la transhumance (photographie dans les Pyrénées) et les vendanges).
Les dix timbres gommés sont répartis sur un feuillet illustré de 28,6 x 11 cm. Chacun des timbres est aussi émis à raison d'un exemplaire par feuillet représentant des aquarelles ; ces dix feuillets sont vendus avec le Carnet de voyage illustré par Alain Bouldouyre et publié simultanément par La Poste.
Les photographies utilisées ont été mises en page par Bruno Ghiringhelli, comme les Portraits de régions précédents. Le feuillet est imprimé en héliogravure.
La manifestation premier jour a eu lieu les 25 et 26 mars dans les villes suivantes : Amiens, Guérande, Nancy, Nice, Pallet, Paris (un établissement avec vue sur Notre-Dame illustre le timbre sur le café), Roquefort-sur-Soulzon. Elle a également lieu dans trois communes d'outre-mer pour le timbre sur le carnaval antillais : Cayenne en Guyane, Fort-de-France en Martinique, Saint-Martin pour la Guadeloupe et ses dépendances. Le cachet premier jour est dessiné par Valérie Besser.
Au cours de la manifestation premier jour de Paris, organisée dans une brasserie, la restauratrice et animatrice de télévision Maïté réalise la préparation de recettes à partir des mets timbrifiés lors de cette émission.

### Yvoire - Haute-Savoie
Le 27 mars, est émis un timbre touristique de 0,53 € sur la commune d'Yvoire, dont c'est le 700e anniversaire de la fortification. Un paysage représente la ville se reflétant sur le lac Léman. Le timbre ne porte pas la mention, ni d'élément en rapport avec l'anniversaire.
Le dessin est réalisé d'après photographie par Louis Briat.
La manifestation premier jour a lieu à Yvoire (Haute-Savoie) les 25 et 26 mars. Le cachet premier jour dessiné par Louis Briat représente une tour de fortifications et porte la mention « YVOIRE, 700 ans d'histoire / 1306-2006 ».
Le timbre est retiré de la vente le 27 octobre 2006.

### 0,10 € Marianne des Français - Timbres plus
Courant mars, est émis un bloc de dix timbres de 0,10 € au type Marianne des Français se-tenant avec une vignette personnalisée verte portant les inscriptions en violet « Timbres plus » et « Club des collectionneurs de La Poste ». Ce bloc millésimé 2006 est offert aux adhérents du nouveau système de réservation des timbres de France, et uniquement disponible pour eux de mars à novembre 2006.
L'illustration est de Thierry Lamouche gravée par Claude Jumelet. Cependant, les timbres ne sont pas imprimés en taille-douce comme la version d'usage courant, ni  recouvert d'un film plastifié comme pour le bloc à vignette personnalisée qui a regroupé les quinze timbres Marianne de Luquet mention « RF » de 2004. D'après le Cercle des amis de Marianne, le timbre serait imprimé en héliogravure
À diffusion sous condition d'adhésion à Timbres plus, ce bloc n'a pas connu de manifestation premier jour.
Du 8 au 11 novembre 2006, le bloc est mis en vente générale au bureau de La Poste installé au Salon philatélique d'automne de Paris. D'un valeur faciale de 1 €, il est vendu 9 €. Identique au premier et dentelé 13, il se distingue par des trous verticaux d'un diamètre plus large.

## Avril

### Dijon - Côte-d'Or
Le 10 avril, est émis un timbre touristique de 0,53 € sur Dijon, dans le département de la Côte-d'Or. Cette émission a lieu en même temps que le Salon philatélique de printemps organisé par la Chambre française des négociants et experts en philatélie (CNEP). Le timbre représente dans sa partie gauche une sculpture de Claus Sluter, le Puits de Moïse (1396-1405) et dans sa partie droite la cathédrale Saint-Bénigne.
Le timbre est dessiné, d'après photographies, et gravé par Claude Andréotto pour une impression en taille-douce.
La manifestation premier jour a lieu du 7 au 9 avril, à Dijon. Le cachet est dessiné par Pierre-André Cousin et représente un des monuments de la ville.
Le timbre est retiré de la vente le 27 octobre 2006.

### Paul Cézanne 1839-1906,Les Baigneuses
Le 10 avril, est émis un timbre de la série artistique représentant les Baigneuses, peinture de Paul Cézanne, émission survenant pour le centenaire de la mort du peintre. Le timbre à 0,82 € peut affranchir seul une lettre de moins de 50 grammes à destination de la France.
La peinture a été mise en page par Michel Durand-Mégret, d'après une photographie de la Réunion des musées nationaux (RMN). Le timbre est imprimé en héliogravure.
La manifestation premier jour a lieu les 8 et 9 avril dans plusieurs lieux d'Aix-en-Provence, ville natale de Cézanne et où se trouve le Musée Granet où est conservé le tableau. Le cachet est préparé par Michel Durand-Mégret en utilisant la signature du peintre.

### Bloc Jardins de France
Le 24 avril, dans la série des blocs Jardins de France, est émis un feuillet de deux timbres de 1,98 €. La moitié gauche du feuillet est consacrée au paysage du parc de la Vallée-aux-Loups à Châtenay-Malabry ; la moitié droite à celui du jardin Albert Kahn à Boulogne-Billancourt. La valeur faciale d'un timbre correspond alors au tarif de la lettre de 100 à 250 grammes à destination de la France.
Le bloc est dessiné par Michel Bez pour une impression en héliogravure.
La manifestation premier jour a lieu les 22 et 23 avril au jardin Albert-Kahn à Boulogne-Billancourt et au Jardin d'acclimatation de Paris, et le 22 avril dans un bureau de poste de Châtenay-Malabry. Le cachet est dessiné par Gilles Bosquet.

### Nature de France: jeunes animaux domestiques
Le 24 avril, est émis dans la série Nature de France, quatre timbres et un bloc reprenant les quatre timbres sur de jeunes animaux domestiques. Le bloc met en scène les quatre timbres : un agneau à 0,82 €, un chaton à 0,53 €, un chiot à 0,53 € et un poulain à 0,55 €. Deux enfants sont visibles dans cette scène située dan sune prairie. 0,55 € correspond au tarif de la lettre simple à destination de l'Union européenne et de la Suisse, 0,82 € à celui de la lettre de 20 à 50 grammes pour la France.
Le bloc et les timbres sont l'œuvre de Christian Broutin, mis en page par Jean-Paul Cousin, pour une impression en héliogravure. L'émission est organisée avec l'Association des vétérinaires de France.
La manifestation premier jour a lieu les 22 et 23 avril au Jardin d'acclimatation de Paris, à Chaumont dans la Haute-Marne et à Lutterbach, et le 22 avril dans un bureau de poste de Boulogne-Billancourt. Les cachets (un par animal et couple enfant-animal) sont dessinés par Christian Broutin.

## Mai

### Pierre Bayle 1647-1706
Le 2 mai, est émis un timbre commémoratif de 0,53 € pour le tricentenaire de la mort de Pierre Bayle, philosophe protestant et sceptique de la 2e moitié du XVIIe siècle.
Le portrait est dessiné et gravé par Yves Beaujard pour une impression en taille-douce en feuille de 50 timbres.
La manifestation premier jour se déroule les 29 et 30 avril à Carla-Bayle, anciennement Carla-le-Comte, en Ariège, ville natale de Pierre Bayle. Le cachet d'oblitération est réalisé par Yves Beaujard et représente des livres anciens et une plume.

### Europa: l'intégration
Le 2 mai, est émis un timbre de 0,53 € sur l'intégration, thème commun de l'émission Europa. L'illustration représente en tête-bêche le visage d'une femme et d'un homme, avec entre eux, sur fond bleu, des étoiles jaunes rappelant le drapeau européen. Le timbre peut être utilisé dans un double sens haut-bas puis que chacun des visages est accompagné de la valeur faciale et du titre « L'intégration ».
Le timbre est une création du dessinateur de bande dessinée Enki Bilal. La mise en page est de Bruno Ghiringhelli pour une impression en héliogravure en feuille de 48 timbres.
La manifestation premier jour a lieu le 30 avril au Parlement européen, à Strasbourg. Le cachet premier jour (une femme regardant vers le ciel les étoiles) est également dessiné par Enki Bilal et mis en page par Bruno Ghiringhelli.

### Mémoires de l'esclavage et de son abolition
Le 10 mai, est émis un timbre de 0,53 € intitulé « Mémoires de l'esclavage et de son abolition ». Il est émis pour la « Journée nationale des mémoires de la traite négrière, de l'esclavage et de leurs abolitions », instituée par une loi de 2001. Dix mai pendant lequel, en 1803, Louis Delgrès se suicida plutôt que d'appliquer en Martinique le rétablissement de l'esclavage par Napoléon Ier. Le timbre représente un esclave noir dont le chapeau est tenu par des chaînes, dont un maillon est brisé.
Le timbre de 3,5 × 2,6 cm est une création de Nicolas Vial, mis en page par l'atelier Didier Thimonier. Il est imprimé en héliogravure en feuille de 48 exemplaires.
La manifestation premier jour a lieu le jour-même du 10 mai au Bureau des oblitérations philatéliques, à Paris. Le cachet d'oblitération représente Victor Schœlcher et est dessiné par Jean-Paul Véret-Lemarinier.
Le timbre est « hors programme » et est inscrit dans le programme philatélique 2006 par un arrêté complémentaire.

### Allemagne 2006: coupe du monde de la FIFA
Le 29 mai, est émis un feuillet illustré comprenant dix timbres de 0,53 € pour annoncer la Coupe du monde de football de la Fédération internationale de football association (FIFA), du 9 juin au 9 juillet en Allemagne. Le feuillet représente un terrain et ses acteurs :
- cinq timbres ronds de 3,2 cm de diamètre pour les joueurs en action : dégagement par le gardien, contrôle, feinte de corps, centre et tir en retourné,
- un timbre rectangulaire de 2,5 × 3,9 cm sur l'arbitre,
- quatre timbres rectangulaires horizontaux sur les alentours du terrain : l'entraîneur, le banc des remplaçants, les supporteurs et les journalistes (un cadreur et un photographe).

Les joueurs portent l'équipement aux couleurs de l'équipe de France.
Le bloc et ses timbres sont dessinés et mis en page par Guy Coda pour une impression en héliogravure. Neuf des dix timbres sont adaptés de photographies de l'agence Pressesports et du journal L'Équipe, mais aucun joueur dessiné ne peut être identifié à un joueur connu.
La manifestation premier jour a lieu les 27 et 28 mai à Paris. Le cachet d'oblitération de Guy Coda montre le trophée sculpté par Silvio Gazzaniga.

### Grotte de Rouffignac
Le 29 mai, est émis un timbre commémoratif de 0,55 € pour le cinquantenaire de la découverte des peintures préhistoriques de la grotte de Rouffignac, en Dordogne. Elle fait partie des sites préhistoriques et grottes ornées de la vallée de la Vézère, classés au patrimoine mondial par l'Unesco. L'illustration du timbre montre un exemple de ces peintures.
Le timbre de 4,8 × 3,685 cm est dessiné et gravé d'après photographie par Jacky Larrivière. Imprimé en taille-douce, il est conditionné en feuille de 30 exemplaires.
La manifestation premier jour a lieu les 27 et 28 mai à la grotte et le 27 au bureau de poste de la commune. Le cachet d'oblitération de Louis Arquer utilise une autre représentation préhistorique de deux mammouths face à face.

### Vacances
Le 29 mai, pour l'émission annuelle consacrée aux vacances d'été, est émis un carnet de dix timbres autocollants à validité permanente pour la « LETTRE 20g ». Un personnage se prélasse dans un hamac à bord d'un vaisseau spatial, une lune visible par le hublot.
Le timbre de 3,3 × 2,2 cm à dentelure ondulée est l'œuvre Jean Giraud, dessinateur de bande dessinée de science-fiction sous le pseudonyme de Moebius. Le carnet est imprimé en offset.
La manifestation premier jour a lieu les 27 et 28 mai à Paris. Le cachet premier jour de Giraud est une version allégée et modifiée du timbre : le personnage faisant face désormais à l'observateur.
Ce carnet est retiré de la vente le 14 décembre 2007.

## Juin

### Claude Viallat
Le 6 juin, est émis un timbre artistique de 1,22 € reproduisant une création originale de Claude Viallat, peintre contemporain nîmois. Sur un fond rose foncé, douze empreintes vertes, identiques. Cette peinture illustre la cape du torero.
L'illustration du timbre est signée Claude Viallat et mise en page par l'agence Bonne Impression. De format 4,085 × 5,2 cm, il est imprimé en héliogravure en feuille de trente unités.
La manifestation premier jour a lieu le 3 juin au musée d'art contemporain de Nîmes, ville natale et de résidence de l'artiste. Le cachet d'oblitération réalisé par l'agence Bonne Impression n'est, fait exceptionnel, pas rond et comprend la signature de Viallat.

### Salon du timbre et de l'écrit
Le Salon du timbre et de l'écrit organisé par La Poste se tient du 17 au 25 juin, au parc floral de Paris. Neuf émissions connaissent leur manifestation premier jour pendant le salon, pour une mise en vente générale le 26 juin pour la plupart.
Pendant le salon, au bureau de poste, en plus des cachets premier jour de chacune des émissions, sont disponibles trois cachets spéciaux dont les dessins sont liés à la correspondance et au voyage (un manchot pêche une lettre sur une île tropicale par exemple).

### Bloc Jardins de France
Le 17 juin, est émis un bloc-feuillet de quatre timbres de 1,98 € reprenant les quatre figurines des deux blocs Jardins de France émis en 2005 et 2006 : les jardins de la Fontaine de Nîmes, le jardin Alain Kahn à Boulogne-Billancourt et le parc de la vallée aux loups à Châtenay-Malabry. Autour d'eux, est imprimé un vert traillage sur lequel pousse des plantes grimpantes vert foncé et se posent des insectes jaunes (dorure à chaud).
Les quatre timbres sont cependant différents des timbres des deux blocs originels : la mention de l'imprimeur « ITVF » est remplacée par la nouvelle mention « Phil@poste ».
Les timbres sont dessinés par Christian Broutin (Nîmes) et Michel Bez. Les employés de Phil@poste Boulazac impriment ce bloc pendant la durée du Salon du timbre et de l'écrit, du 17 au 25 juin, en utilisant plusieurs méthodes d'impression, dont la dorure à chaud pour les insectes, et l'héliogravure pour les timbres.

### Le timbre Marianne en argent
Le 17 juin, est émis un timbre d'usage courant hors-programme et autocollant au type Marianne des Français. D'une valeur faciale de 5,00 €, il est en argent 999 millièmes.
Le type Marianne des Français est issu d'un dessin de Thierry Lamouche gravé par Claude Jumelet. Le timbre de format 1,7 × 2,2 cm est gravé au laser par la Monnaie royale des Pays-Bas, déjà connue pour d'autres émissions de ce genre. Il est dentelé de manière habituelle, mais est émis à l'unité dans un étui protecteur.
Ce timbre est retiré le 14 décembre 2007.

### Émission commune France/Nations unies

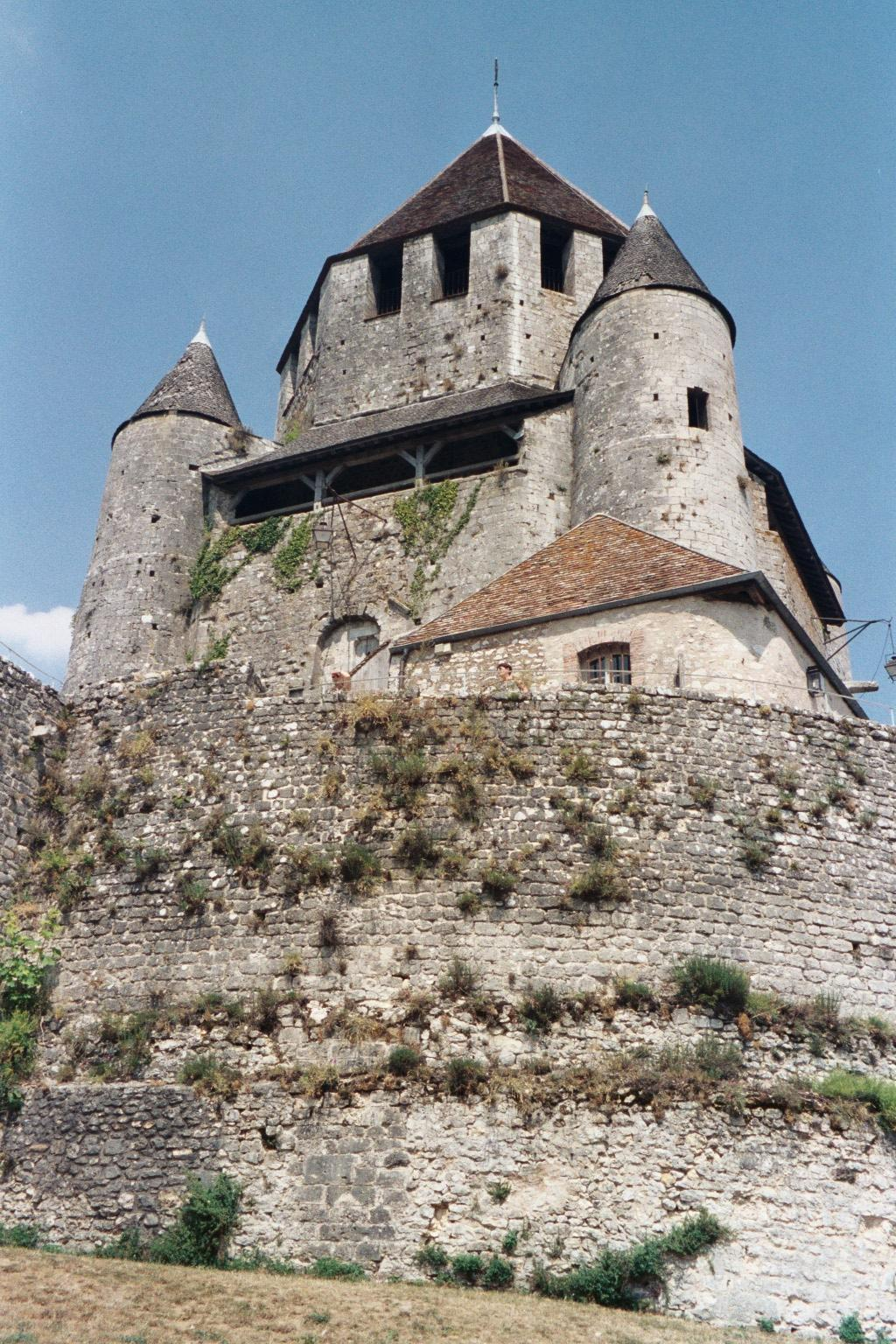
La tour César à Provins, sujet du timbre de 0.53 €.

Le 26 juin, dans le cadre d'une émission conjointe entre la France et l'Administration postale des Nations unies (APNU), sont émis deux timbres illustré de photographies de deux monuments inscrits au patrimoine mondial par l'Unesco. Le 0,53 € présente la tour César, à Provins, et le 0,90 € le mont Saint-Michel.
L'émission du timbre coïncide avec le lancement, le 15 juin précédent, des travaux de désensablement de la baie du mont Saint-Michel.
Les photographies d'agences sont mises en page par ABAKA. Les timbres de 4 × 3 cm sont imprimés en héliogravure en feuille de 48 exemplaires.
La manifestation premier jour a lieu du 17 au 25 juin au Salon du timbre et de l'écrit, à Paris, ainsi que le 17 juin à Provins et au Mont-Saint-Michel. Le cachet premier jour représente les deux monuments choisis.
C'est le bureau de l'APNU à Genève qui émet le 17 juin les deux timbres communs avec la France, de format 5 × 3,5 cm. Les timbres des deux autres bureaux sont illustrés d'autres sites français classés par l'Unesco : les rives de la Seine à Paris (avec une vue de Notre-Dame) et le pont du Gard pour New York, et la cité de Carcassonne et le château de Chambord pour Vienne.

### Personnages célèbres: les opéras de Mozart
Le 26 juin, lors de l'émission annuelle Personnages célèbres, sont émis six timbres et un bloc-feuillet les reprenant sur des opéras du compositeur Wolfgang Amadeus Mozart, dont c'est le 250e anniversaire de la naissance. Les timbres de 0,53 € représentent des dessins originaux des costumes conservés à l'opéra Garnier pour les opéras suivants : La Clémence de Titus, Così fan tutte, Don Giovanni, L'Enlèvement au sérail, La Flûte enchantée, Les Noces de Figaro. Le bloc de six timbres dont l'illustration de fond est un portrait de Mozart, est vendu 4,80 € dont 1,62 € de don pour la Croix-Rouge française.
Ces timbres sont également vendus sous la forme de deux jeux de feuillets gommés et illustrés avec une carte. Six sont vendus avec le Carnet de voyages intitulé le Timbre voyage avec Mozart, préfacé par Ève Ruggieri. Les six autres avec chacun une carte en velin illustré de six grands opéras : le Staatsoper de Berlin, la Scala de Milan, l'opéra Garnier de Paris, le théâtre des États de Prague, la Felsenreitschule de Salzbourg et le Burgtheater de Vienne.
Les dessins sont les dessins originaux des créateurs de ces costumes, photographiés par la Bibliothèque nationale de France, puis détourés et mis en page sur fond doré par Valérie Besser. Les timbres de 2,6 × 4 cm et le bloc sont imprimés en héliogravure, en feuille de 50 unités pour les premiers.
Valérie Besser a voulu donner l'impression que les dessins des costumes d'auteurs et d'époques différentes étaient créés pour ce bloc à l'aide du même fond doré, de la création des titres manuscrits des opéras et en détourant les personnages.
La manifestation premier jour a lieu du 17 au 25 juin au Salon du timbre et de l'écrit, à Paris, ainsi que le 17 et 18 juin à Dijon et Saou, et le 17 seulement à La Chaise-Dieu. Les deux cachets premier jour de Claude Perchat représentent un chef d'orchestre officiant pendant un opéra dont on voit deux acteurs sur la scène pour le premier, des partitions, un violon et une clarinette pour le second.

### Opéra Garnier

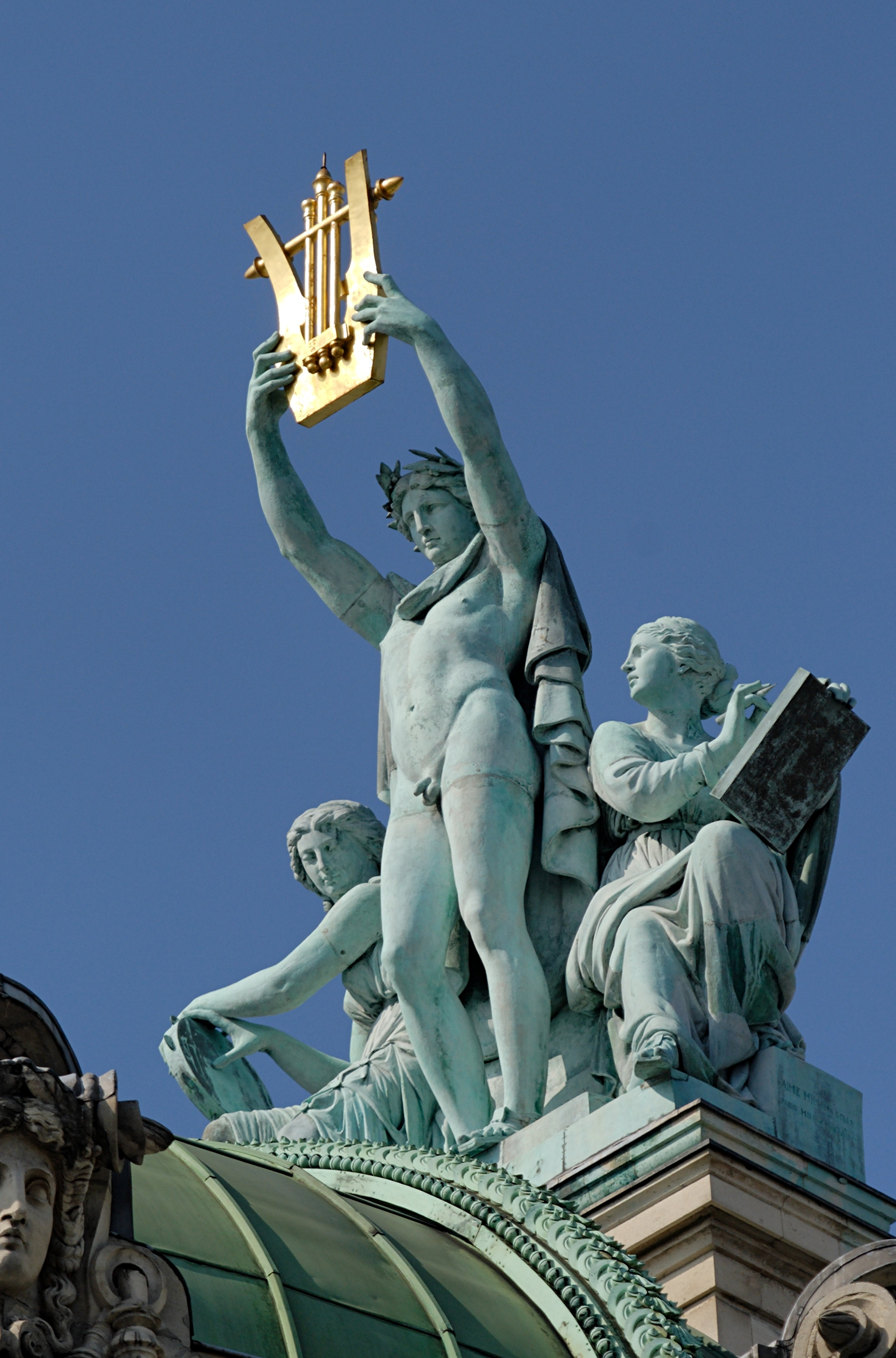
La sculpture d'Aimé Millet placée au sommet de l'opéra est représentée de face sur la vignette attenante au timbre.

Le 26 juin, est émis un timbre commémoratif de 0,53 € représentant la façade de l'opéra Garnier, à Paris, et se-tenant à une vignette pour annoncer le 79e congrès annuel à Paris de la Fédération française des associations philatéliques (FFAP).
Le bâtiment de Charles Garnier est dessiné et gravé par Martin Mörck. Le timbre de 4 × 3 cm et sa vignette de 2,6 cm de long sont imprimés en taille-douce en feuille de trente-six exemplaires.
La manifestation premier jour a lieu du 18 au 25 juin au Salon du timbre et de l'écrit, à Paris. Le cachet premier jour re présente le sommet du dôme et le triptyque représenté sur la vignette. Il est dessiné par Claude Perchat.
Ce timbre est désigné « le plus beau timbre de l'année 2006 » par les clients de Phil@poste au cours du vote des Cérès 2006. Pour signaler ce titre, il est réémis en novembre 2007 sous forme d'un bloc-souvenir illustré par Mörck.

### Anniversaire: Babar
Le 26 juin, est émis un timbre de vœu d'anniversaire et un bloc-feuillet de cinq timbres le reprenant. Cette année, est utilisée le personnage de livre pour enfant Babar, créé par Jean de Brunhoff. L'éléphant porte le gâteau d'anniversaire à l'aide de sa trompe. Autour des timbres du bloc, quatre illustrations mettent en scène les autres personnages de la bande dessinée. Le timbre a une valeur faciale d'usage : « LETTRE 20g ».
Les dessins sont ceux de Laurent de Brunhoff, fils et successeur du créateur du personnage, et sont mis en page par l'atelier Didier Thimonier. Imprimé en héliogravure, le timbre carré de 3,8 cm de côté est conditionné en feuille de trente exemplaires et un bloc de cinq.
La manifestation premier jour a lieu du 19 au 25 juin au Salon du timbre et de l'écrit, à Paris. Le timbre à date représente le personnage et est mis en page par l'atelier Didier Thimonier.
Le bloc de cinq est retiré le 14 décembre 2007.

### Capitales européennes: Nicosie
Dans le cadre de l'émission annuelle Capitales européennes, est émis un bloc-feuillet de quatre timbres de 0,53 € sur Nicosie, capitale de Chypre, pays membre de l'Union européenne depuis le 1er mai 2004. Les monuments représentés sur les timbres sont en partie liés à l'histoire religieuse de l'île, mais également à ses activités artistiques : 
- l'archevêché dont une partie est un musée de conservation d'icônes,
- l'église Chrysaliniotissa, byzantine, bâtie en 1450,
- le musée archéologique
- et la porte de Famagouste, une fortification de l'époque vénitienne devenue centre municipal d'expositions d'art contemporain.

Sur le reste du feuillet, se trouvent les restes d'une statue d'Aphrodite, un coffret en céramique, une cruche du Ve siècle av. J.-C., une pièce de monnaie et un rhyton du XIIIe siècle, c'est-à-dire une corne à boire.
Les timbres de 4 × 3 cm du bloc sont l'œuvre de Louis Arquer, mis en page par Valérie Besser. Le bloc est imprimé en héliogravure.
La manifestation premier jour a lieu du 20 au 25 juin au Salon du timbre et de l'écrit, à Paris. Le cachet premier jour de Louis Arquer représente une statuette antique. Le demi-cercle inférieur du cachet est dessiné comme des murailles de fortifications.
Le bloc est retiré le 14 décembre 2007.

### Émission commune France/Argentine: tango
Le 26 juin, dans le cadre d'une émission conjointe avec l'Argentine, sont émis deux timbres sur le tango. Les dessins représentent les danseurs en dessous de la taille pour le 0,53 € et un joueur de bandonéon pour le 0,90 €. Ce dernier tarif est celui d'une lettre simple à destination de l'Argentine.
Les dessins sont signés Sergio Seguí et les timbres carrés de 4 cm de côté sont mis en page par Aurélie Baras. Imprimés en héliogravure, ils sont conditionnés en feuille de trente unités.
La manifestation premier jour a lieu du 21 au 25 juin au Salon du timbre et de l'écrit, à Paris. Le cachet également de Sergio Seguí et mis en page par Jean-Paul Cousin montre un couple dansant.

### Fondation La Poste
Le 26 juin, est émis un timbre de 0,53 € sur la Fondation La Poste, qui soutient la création artistique, en particulier si elle est liée à la correspondance. Le timbre est une composition mêlant des textes anciens manuscrits et une arobase (@), le tout variant du jaune à l'orange foncé.
L'illustration est d'Élisabeth Maupin d'après des éléments créés par l'agence graphique M2BAZ. Le timbre de 4 × 2,6 cm est mis en page par Valérie Besser et imprimé en offset sur papier kraft et en feuille de cinquante exemplaires.
La manifestation premier jour a lieu du 22 au 25 juin au Salon du timbre et de l'écrit, à Paris. Le cachet premier jour reprend la composition du timbre mise en page par Valérie Besser.
Il est retiré de la vente en janvier 2008.

### Poste aérienne: Airbus A380
Le 26 juin, est émis un timbre de poste aérienne de 3 € sur l'A380, dernier-né du constructeur aéronautique européen Airbus. Sur un fond bleu et bleu clair, l'avion est vu depuis un point situé en arrière et à droite.
La photographie et sa mise en page sont de Cassian Koshorst. Le timbre de 5,2 × 3,1 cm est imprimé en héliogravure en feuille de dix et de quarante exemplaires.
La manifestation premier jour a lieu du 23 au 25 juin au Salon du timbre et de l'écrit, à Paris. les mêmes jours, cette manifestation a également lieu dans deux villes où se déroulent l'assemblage de l'avion : à Saint-Nazaire et Toulouse. Le cachet est également créé par Cassian Koshorst : l'ombre de l'A380 inscrit dans un appareil de navigation.

### Open de France de golf
Le 26 juin, est émis un timbre commémoratif de 0,53 € pour le centenaire de l'Open de France de golf. Il représente deux golfeurs stylisés, un bleu rappelant 1906 et un blanc entouré de rouge pour 2006.
Un souvenir vendu 3 € est créé comprenant une carte et un feuillet illustré comprenant le timbre qui se retrouve encadré par deux clubs.
Le timbre est dessiné par Patrice Caumon. Imprimé en héliogravure, il est conditionné en feuille de trente exemplaires. Un gaufrage rappelle le relief d'une balle de golf.
La manifestation premier jour a lieu les 24 et 25 juin au Salon du timbre et de l'écrit, à Paris. Le timbre à date représente le golfeur de 1906 visible sur le timbre.

## Juillet

### Merci les bleus
Le 5 juillet, est émis un timbre hors-programme de 0,53 € pour saluer la qualification de l'équipe de France de football en finale de la coupe du monde de 2006, en Allemagne. Au-dessous de la phrase « Merci les bleus », sont visibles des mains et bras levés de supporteurs, colorés en bleu, blanc et rouge, au-dessus desquelles passe un ballon de football. Le timbre est disponible sous forme de feuille, dentelé et gommé, ainsi qu'autocollant se-tenant avec une vignette personnalisable.
Le timbre est dessiné par Bruno Ghiringhelli qui avait créé la mise en page pour un timbre non émis de juillet 2005 qui aurait dû saluer l'attribution de l'organisation des jeux olympiques d'été de 2012 au comité Paris 2012. De format 4 × 3 cm, il est imprimé en héliogravure en feuille de quarante-huit exemplaires.
La manifestation premier jour a lieu le 5 juillet à Paris d'après le cachet premier jour de Bruno Ghiringhelli reprenant quelques bras et mains du timbre avec au centre un ballon de football.

### Musée du quai Branly
Le 10 juillet, est émis un timbre de 0,53 € annonçant l'ouverture du musée des Arts premiers, souvent dénommé par son adresse, quai Branly, à Paris. Il est né de l'initiative et inauguré le 20 juin précédent par le président de la République Jacques Chirac. Le timbre représente le bâtiment vu de la Seine, avec la tour Eiffel à droite de l'image. Sur la partie gauche du timbre, est montrée une sculpture vue de plain-pied et d'un agrandissement de la tête.
Le timbre de 8 × 2,6 cm est dessiné par les illustrateurs Sylvie Patte et Tanguy Besset (Patte & Besset). Conditionné en feuille de trente exemplaires, le timbre est imprimé en héliogravure.
La manifestation premier jour a lieu le 8 juillet au musée du quai Branly. Le cachet premier jour reprend la statue du timbre, et est dessiné par Gilles Bosquet.

### Réhabilitation du capitaine Dreyfus
Le 13 juillet, est émis un timbre commémoratif de 0,53 € pour le centenaire de la réhabilitation du capitaine Alfred Dreyfus, condamné pour trahison à la suite d'une enquête bâclée. Le 12 juillet 1906, la cour de cassation le réhabilite, et le lendemain, il est réintégré dans l'armée avant d'être fait chevalier de la Légion d'honneur, le 21 juillet suivant. Le timbre montre la scène de sa décoration par le général Octave Gillain.
Le timbre est dessiné et gravé par André Lavergne d'après une photographie de la collection Gianni Dagi-Orti. De format 2,6 × 4 cm, il est imprimé en taille-douce en feuille de cinquante exemplaires.
La manifestation premier jour a lieu le 12 juillet à Issy-les-Moulineaux où est inauguré un square Alfred-Dreyfus le 10 juillet, à Mulhouse sa ville natale, et à Paris au siège de la cour de cassation. Un timbre à date sans mention « premier jour » est disponible le 12 juillet à Montreuil (Seine-Saint-Denis) et à Rennes aux Champs Libres. Le cachet représente la façade de la Cour de cassation, visible île de la Cité, à Paris.

### Antibes Juan-les-Pins - Alpes-Maritimes

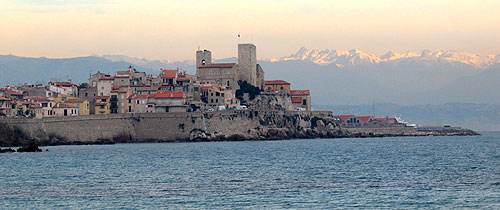
Antibes vu depuis la mer, dans une perspective proche de celle du timbre.

Le 17 juillet, est émis un timbre touristique de 0,53 € sur Antibes et son quartier Juan-les-Pins, dans le département des Alpes-Maritimes.
Le timbre de 4 × 3 cm est dessiné et gravé par Pierre Albuisson, d'après une photographie de J. Spierpinski. Il est imprimé en taille-douce en feuille de quarante-huit unités.
La manifestation premier jour a lieu les 15 et 16 juin à Antibes. Le cachet, également de Pierre Albuisson, est un paysage de golfe, avec un petit voilier passant devant un pin.
Au Salon philatélique d'automne de novembre 2006, ce timbre reçoit le 56e grand prix de l'Art philatélique français.

### Rouget de Lisle 1760-1836
Le 17 juillet, est émis un timbre de 0,53 € en hommage à Claude Joseph Rouget de Lisle, l'auteur de La Marseillaise, hymne national de la République française. Le timbre est une composition de deux illustrations et un emprunt : le Rouget de Lisle est dessiné d'après une peinture d'isidore Pils, Rouget de Lisle chantant la Marseillaise chez Dietrich, le maire de Strasbourg. Derrière lui, deux paysages urbains de Montaigu, village de ses parents, et Lons-le-Saunier sa ville natale.
Le timbre de 4 × 3 cm est l'œuvre de Jean-Paul Véret-Lemarinier, d'après une photographie de la collection akg-images pour le portrait de Rouget de Lisle. Il est imprimé en héliogravure.
La manifestation premier jour a lieu le 13 juillet à l'Assemblée nationale, à Paris, et à Strasbourg (notamment au bureau de poste de la Marseillaise) ; ainsi que les 14 et 15 juillet à Lons-le-Saunier ville natale de Rouget de Lisle. Un timbre à date sans mention « premier jour » est également disponible les 14 et 15 juillet à Montaigu, dans le département du Jura, ville de résidence de ses parents. Le cachet représente le profil de l'auteur, dessiné par Odette Baillais.

### Pablo Casals 1876-1973
Le 31 juillet, est émis un timbre de 0,53 € en hommage au musicien et compositeur espagnol Pablo Casals. Sur un fond blanc, son portrait en train de jouer du violoncelle les yeux fermés apparaît dans une tache dorée.
Le timbre de format 4 × 3 cm est dessiné par Ernest Pignon-Ernest. Imprimé en héliogravure, il est conditionné en feuille de quarante-huit exemplaires.
La manifestation premier jour a lieu les 29 et 30 juillet à Codalet, près de Prades dans les Pyrénées-Orientales où le compositeur créa un festival en 1950. Le cachet représente une fontaine sur une place, et est dessiné par Claude Perchat.

## Septembre
En préparation de la modification des tarifs postaux du 1er octobre suivant, sont émis des timbres de 0,54 € pour le nouveau tarif intérieur de la lettre simple de moins de 20 grammes.

### Thionville - Moselle
Le 18 septembre, est émis un timbre touristique de 0,54 € représentant un des ponts-écluses de Thionville permettant de protéger la ville tout en permettant la traversée de la Moselle dans le département du même nom. Ils ont été construits au milieu du XVIIIe siècle par Louis de Cormontaigne.
Le timbre de 4 × 2,6 cm est dessiné et gravé par Elsa Catelin d'après une photographie fournie par la mairie de Thionville. Il est imprimé en taille-douce en feuille de cinquante exemplaires.
La manifestation premier jour a lieu les 16 et 17 septembre à Thionville. Le timbre à date est dessiné par Gilles Bosquet et représente l'autel de la patrie de Thionville, dernier monument révolutionnaire de ce type encore existant.
Le timbre est retiré de la vente le 25 mai 2007.

### Carnet Sourires: Cubitus
Le 20 septembre, pour la deuxième année, est émis un carnet de dix timbres autocollants sur le thème de l'humour et du courrier à l'aide d'un personnage de bande dessinée, en 2006 le chien Cubitus créé par Luc Dupanloup dit Dupa. Les scènes ont un rapport avec le courrier, le timbre et le « plaisir d'écrire » (d'après le titre d'un carnet de France de 1993) : depuis Cubitus déguisé en Marianne jusqu'au jeu de mots philatélique (la première dent d'un chiot comparé à celle du timbre sur lequel le personnage est dessiné). Les timbres portent une valeur faciale d'usage : « LETTRE 20g » pour le service intérieur. À cause du changement des tarifs postaux le 1er octobre, ce carnet est vendu 5,30 € jusqu'au 30 septembre, puis 5,40 € par la suite.
Les timbres de 3,8 × 2,4 cm sont dessinés par Pierre Aucaigne et Michel Rodrigue, respectivement les scénaristes et dessinateurs de la série en 2006. Leurs illustrations sont mises en page par Jean-Paul Cousin. L'impression est réalisée en offset et la dentelure est ondulée sur les quatre côtés.
La manifestation premier jour a lieu le 20 septembre, à Paris. Un Cubitus souriant d'une oreille à l'autre figure sur le cachet créé par Jean-Paul Cousin.

### Portraits de régions
Le 25 septembre, dans la série Portraits de régions, est émis un bloc de dix timbres de 0,54 € sur le thème « la France à voir ». Les monuments choisis sont le château de Chaumont-sur-Loire, la Croisette de Cannes, la grotte de Lourdes (ou Grotte de Massabielle, lieu du pèlerinage de Lourdes), l'hôtel des Invalides à Paris photographié de nuit, le moulin de Valmy dont la reconstruction est achevée pendant l'été 2005, les tours catalanes servant au guet des feux de forêt. Les sites naturels sélectionnés sont les calanches de Piana en Corse (orthographié au singulier sur le timbre), la forêt de Brocéliande lieu du cycle arthurien, les gorges de l'Ardèche, les volcans d'Auvergne. Le fond du bloc est illustré d'une plage de galets.
Les photographies sont mises en page par Bruno Ghiringhelli pour une impression en héliogravure. Les timbres mesurent 4 × 2,6 cm pour les six timbres horizontaux et 2,6 × 4 cm pour les quatre timbres verticaux. Ils sont disponibles en un bloc de dix timbres et sous la forme de dix feuillets du Carnet de voyage illustrés par Christelle Guénot.
La manifestation premier jour a lieu les 2 et 3 septembre dans plusieurs villes concernées par les timbres : à Amélie-les-Bains (pour les tours catalanes), Cannes, Chaumont-sur-Loire, Clermont-Ferrand (pour les volcans d'Auvergne), Lourdes, Paimpont (pour la forêt de Brocéliande), aux Invalides à Paris, à Piana et à Valmy. Le cachet premier jour de Valérie Besser montre une carte de France portant quelques-uns des monuments illustrant les timbres.

### Constantin Brâncuşi
Le 26 septembre, dans le cadre d'une émission conjointe avec la Roumanie, sont émis deux timbres reproduisant des sculptures de têtes couchées de l'artiste Constantin Brâncuşi (1876-1957). Le 0,54 € est illustré d'une Muse endormie (1910, exposée au Metropolitan Museum of Art de New York) et le 0,85 € d'une œuvre titrée Le Sommeil. Cette émission coïncide avec le Sommet de la Francophonie organisé à Bucarest les 28 et 29 septembre 2006.
Les photographies sont mises en page sur des timbres de 4 × 3 cm imprimés en héliogravure en feuille de quarante-huit exemplaires.
La manifestation premier jour a lieu le 25 septembre à l'ambassade de Roumanie à Paris.
Les deux timbres sont retirés de la vente le 25 mai 2007.

## Octobre
Le 1er octobre, les tarifs postaux intérieurs et à destination de l'étranger sont modifiés. Pour l'étranger, les zones de tarification sont simplifiées à deux. La zone 1 comprend l'Union européenne et les pays suivants : Liechtenstein, Saint-Marin, Suisse et Vatican. La zone 2 s'étend au reste du monde : pays d'Europe non membres de l'Union, Afrique, Amérique, Asie et Océanie.

### Marianne des Français
Le 2 octobre, à la suite des modifications des tarifs postaux, sont émis huit timbres d'usage courant au type Marianne des Français. Le 0,10 € (valeur d'appoint) est émis dans une nouvelle couleur (grise au lieu de violet). Les autres timbres doivent permettre de faire face aux principaux nouveaux tarifs : 0,60 € bleu Europe, 0,70 € vert foncé, 0,85 € violet, 0,86 € vieux rose, 1,15 € bleu ciel, 1,30 € fuchsia et 2,11 € rouge-brun.
L'illustration est dessinée par Thierry Lamouche et gravée par Claude Jumelet. Imprimés en taille-douce, les timbres sont conditionnés en feuille de cent exemplaires.
La manifestation premier jour a lieu le 1er octobre au Musée de la Poste, à Paris. Le cachet, déjà employé en janvier et mars 2005 reprend le dessin du timbre.

### Aviation sans frontières
Le 9 octobre, est émis un timbre de 0,54 € pour le 25e anniversaire de l'association Aviation sans frontières, une association humanitaire apportant la logistique aérienne nécessaire aux organisations non gouvernementales. Née du volontariat de personnels de la compagnie Air France en 1968, elle est créée en 1980.
Le timbre de 2,6 × 4 cm est dessiné par Pierre-André Cousin. Il est imprimé en héliogravure en feuille de cinquante.
La manifestation premier jour a lieu le 7 octobre au siège de l'Aéro-Club de France à Paris, les 7 et 8 octobre à Aix-en-Provence, Bouguenais et Toulouse. Également dessiné par Pierre-André Cousin, le cachet à date représente le logotype de l'association : deux mains liées formant les ailes d'un avion.
Le timbre est retiré de la vente le 27 juillet 2007.

### Henri Moissan 1852-1907
Le 16 octobre, est émis un timbre de 0,54 € pour le centenaire du prix Nobel de chimie reçu par le pharmacien Henri Moissan pour ses travaux sur le fluor. Il est représenté de face en tenue de laboratoire devant une de ses expériences.
Le timbre de 4 × 2,6 cm est dessiné et gravé par Yves Beaujard pour une impression en taille-douce en feuille de cinquante exemplaires.
La manifestation premier jour a lieu le 14 octobre à Meaux et à la Faculté de pharmacie de Paris. Le cachet premier jour dessiné par Alain Seyrat représente le caducée de la pharmacie.
Le timbre est retiré de la vente le 27 juillet 2007.

### Mémoire partagée
Le 27 octobre, est émis un timbre de 0,54 € à l'occasion des Premières Rencontres internationales sur la mémoire partagée organisée les 26 et 27 octobre 2006 au siège de l'Unesco, à Paris. Au cours de ces rencontres, il est débattu du sort des anciens combattants, depuis la prise en charge de leur réintégration sociale après la guerre jusqu'à la transmission de leur mémoire aux générations suivantes. Sur un globe gris d'où émergent peu de constructions et sous un ciel bleu, deux esquisses de personnages à peine séparés par une frontière se serrent la main.
Le timbre de 4 × 3 cm est dessiné par Nicolas Vial et mis en page par Valérie Besser pour une impression en héliogravure en feuille de quarante-huit unités.
La manifestation premier jour a lieu le 26 octobre à l'Hôtel des Invalides, à Paris. Dessiné par Gilles Bosquet, le cachet premier jour présente une scène similaire de deux personnages se serrant la main.
Le timbre est retiré de la vente le 27 juillet 2007.

## Novembre

### Salon philatélique d'automne
Le 60e Salon philatélique d'automne a lieu à Paris du 8 au 11 novembre. La Poste y participe en y procédant à la mise en vente anticipée de trois émissions de timbres-poste et d'un timbre de distributeur.
Y ont été remis les grands prix de l'Art philatélique. Pour les timbres de France, le grand prix est remporté par le timbre « Antibes Juan-les-Pins » dessiné et gravé par Pierre Albuisson et émis le 17 juillet 2006, suivi des timbres « Grotte de Rouffignac » (29 mai 2006) et « Opéra Garnier » (26 juin 2006), c'est-à-dire trois timbres imprimés en taille-douce. Le grand prix de l'Art philatélique des départements et territoires d'Outre-mer est gagné par « Le Petit-Barachois » dessiné par Michel Borotra et gravé par Jean-Yves Beaujard émis à Saint-Pierre-et-Miquelon le 26 juillet 2006 ; le deuxième prix est remis au bloc « Oiseaux endémiques menacés » de Nouvelle-Calédonie et au timbre « la danse des jeunes filles » de l'émission Wallis-et-Futuna autrefois.
Au cours de ce Salon, La Poste met en vente au prix de 9 € (pour un euro de valeur faciale) le bloc de dix timbres Marianne des Français de 0,10 € se-tenant à une vignette « Timbres plus ». Depuis mars 2006, ce bloc millésimé est offert gratuitement et uniquement aux réservataires des timbres de France. Identique au premier et dentelé 13, il se distingue cependant par des trous verticaux d'un diamètre plus large.

### Machines volantes

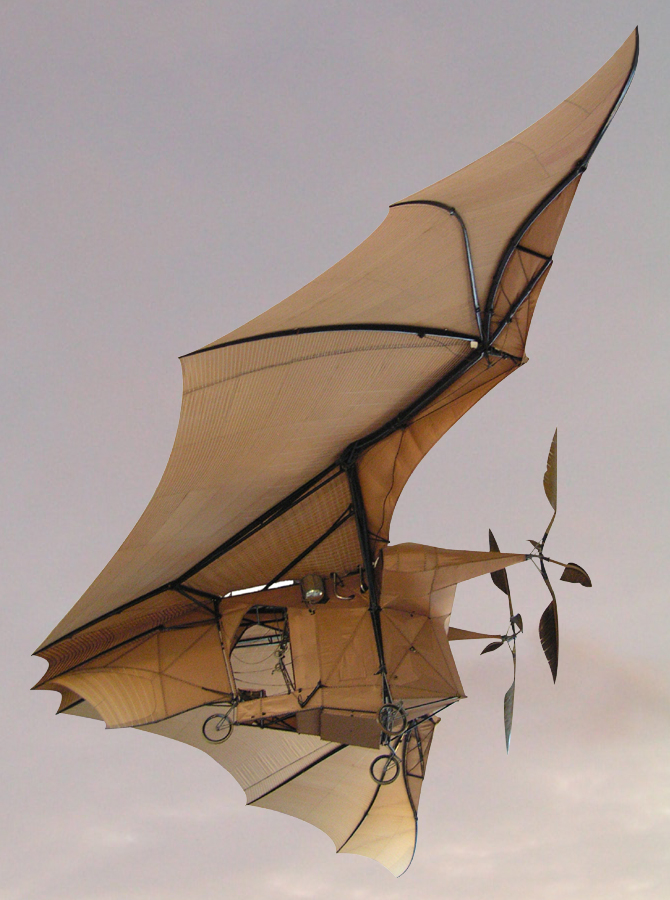
Avion III de Clément Ader.

Le 13 novembre, dans le cadre d'une nouvelle série annuelle Le coin du collectionneur (remplaçant la Collection Jeunesse), est émis un bloc de six timbres de 0,54 € présentant des machines volantes, quelques-uns des premiers aéronefs. Sont illustrés, dans l'ordre chronologique : le ballon à rames de Jean-Pierre Blanchard (années 1780), la barque ailée de Jean-Marie Le Bris (1856 à Douarnenez), l'Avion III de Clément Ader (1897), l'hélicoptère de Gustave Ponton d'Amécourt (mot qu'il invente dans un brevet déposé en 1861), la Demoiselle d'Alberto Santos-Dumont (1909) et l'hydravion  d'Henri Fabre (premier vol en 1910 à Marignane). Chacune de ces machines est représentée au moins sous deux angles différents sur un fond de couleurs allant du jaune à l'orange foncé et représentant le ciel (« Ballon à rames ») ou les plans d'ingénieur (« Avion III ») ; pour l'hydravion, ce fond est créé avec des bleus clairs et des violets pour dessiner la surface de l'eau.
Les timbres et les illustrations des marges du bloc sont dessinés et gravés par André Lavergne pour une impression en taille-douce. Les timbres mesurent 2,1 × 3,6 cm pour les deux timbres verticaux « Ballon à rames » et « Hélicoptère ») et 3,5 × 2,2 cm pour les quatre autres timbres.
La manifestation premier jour a lieu du 9 au 11 novembre pendant le Salon philatélique d'automne, à Paris, ainsi qu'à Toul ; le 9 novembre à Concarneau, les 9 et 10 à Douarnenez, Le Bourget, Muret et Saint-Denis de La Réunion. Le timbre à date est illustré d'Icare, personnage de la mythologie grecque qui brûla les ailes inventées par son père Dédale en s'approchant trop du soleil ; il est dessiné par Marc Taraskoff. Le cachet utilisé au Bourget, à Muret et à Saint-Denis ne portent pas la mention « premier jour ».

### 60eanniversairede la Marianne de Gandon
Le 13 novembre, dans la série des carnets honorant les anciennes séries d'usage courant, est émis un carnet mixte de dix timbres autocollants pour le 60e anniversaire de la Marianne dite de Gandon. Le nombre d'années est cependant erroné puisque les deux premiers timbres de ce type sont émis le 15 février 1945, 61 ans et 8 mois avant ce carnet commémoratif. Comme depuis 2003 et le carnet du centenaire de la Semeuse de Roty, le carnet comprend cinq timbres à validité permanente rouge du type actuel de la Marianne des Français et cinq recréations en rouge du type honoré au tarif actuel de la lettre de moins de 20 grammes.
La Marianne des Français est dessinée par Thierry Lamouche et la Marianne de Gandon est créée par Pierre Gandon ; les deux timbres sont gravés par Claude Jumelet. Le carnet est imprimé en taille-douce et les timbres autocollants ont des dentelures ondulées sur les côtés seulement.
La manifestation premier jour a lieu du 8 au 11 novembre pendant le Salon philatélique d'automne, à Paris. Le cachet qui reprend le profil de la Marianne de Gandon est créé par Odette Baillais

### Rembrandt,Mendiants devant la porte d'une maison
Le 13 novembre, est émis un timbre artistique de 1,30 € pour le 400e anniversaire de la naissance de l'artiste néerlandais du XVIIe siècle Rembrandt. Célèbre pour ses peintures, La Poste rend hommage à ses talents de graveur en reproduisant une œuvre réalisée avec le procédé de l'eau-forte. Sur Mendiants devant la porte d'une maison (1648), l'habitant d'une maison fait l'aumône à une famille dans le besoin composée d'un fils, du père et de la mère portant un nourrisson sur son dos.
La gravure du timbre est réalisée par Claude Jumelet à partir d'une photographie fournie par la Réunion des musées nationaux et mise en page par l'atelier Didier Thimonier. Le timbre de 4,085 × 5,2 cm est imprimé en taille-douce en feuille de trente exemplaires.
La manifestation premier jour a lieu les 10 et 11 novembre pendant le Salon philatélique d'automne, à Paris. Le cachet créé par Sylvie Patte et Tanguy Besset (Patte & Besset) présente la signature de l'artiste dans un arrondi prenant la forme irrégulière d'un sceau.
Le timbre est retiré de la vente le 27 juillet 2007.

### Tram-Train
Le 20 novembre, à l'occasion de l'inauguration de la ligne 4 de tramway d'Île-de-France, est émis un timbre de 0,54 € représentant une des rames de ce tram-train, c'est-à-dire un véhicule circulant sur les voies ferrées et sur les voies de tramway urbain. La ligne est connue sous le surnom de ligne des Coquetiers, et se trouve en Seine-Saint-Denis.
La photographie fournie par la SNCF, l'exploitant de la ligne, est mise en page par Jean-Paul Cousin. Le timbre de 4 × 2,6 cm est imprimé en héliogravure en feuille de cinquante.
La manifestation premier jour a lieu le 18 novembre, jour de l'inauguration, à la station Gargan, aux Pavillons-sous-Bois. Le cachet à date représente deux coquetiers, rappelant le surnom de cette ligne quand elle permit l'expédition des œufs des exploitations avicoles locales vers Paris.
Le timbre est retiré de la vente le 27 juillet 2007.

### Croix-Rouge
Le 27 novembre, est émis l'annuel carnet de dix timbres au profit de la Croix-Rouge française. Ils portent la veleur d'usage « Lettre 20g » et le carnet est vendu avec une surtaxe de 1,70 € au profit de la Croix-Rouge (prix de vente total : 7,10 €). Il est composé de cinq timbres pour chacune des deux illustrations sélectionnées pendant un concours de dessins d'écoliers et de collégiens, intitulé « Dessine ton vœu pour les enfants du monde ». Sur le premier timbre de Margot Deram, une jeune fille pratiquant la corde à sauter au sommet d'un globe terrestre lance un appel : « Jouons ensemble ! ». Sur le second de Yassine Lorafy, la Terre est le centre d'une fleur dont un des pétales est un cœur et la tige une croix rouge.
Les dessins de Margot Deram et de Yassine Lorafy sont mis en page par Aurélie Baras. Les timbres de 3 × 3,575 cm sont imprimés en héliogravure en carnet de dix. La couverture du carnet est réalisée par Christian Broutin.
La manifestation premier jour a lieu les 25 et 26 novembre à l'Hôtel de l'Industrie, à Paris, en même temps que le carnet « Meilleurs vœux ». Comme d'habitude, le cachet à date est exceptionnellement rouge, au lieu de noir, et porte une croix rouge. Un cachet sans mention « premier jour » est également disponible à Besançon.
Le carnet est retiré de la vente en janvier 2008.

### Meilleurs vœux
Le 27 novembre, est émis un carnet de dix timbres autocollants  pour présenter les « meilleurs vœux ». Ils portent une valeur d'usage « Lettre 20g ». Cinq illustrations sont chacune portées par deux timbres. Elles représentent des scènes d'hiver et de fêtes de Noël jouées par des animaux anthropomorphes : un renne en est le personnage principal avec des pingouins.
Les timbres de 3,8 × 2,4 cm sont dessinés par Alexis Nesme, la couverture est une scène étendue d'un des timbres (la décoration du sapin). Ces timbres sont autocollants et portent une dentelure ondulée sur leurs quatre côtés. Le carnet est imprimé en offset.
Ces timbres existent sous deux autres formes. Ces dix timbres sont également émis sous la forme d'un bloc pré-personnalisé avec des vignettes se-tenant portant le souhait « Bonne année 2007 » en dix langues (allemand, anglais, arabe, chinois, espagnol, français, italien, polonais, portugais, turc) ; la valeur de vente est de 8,30 € pour 5,40 € de valeur faciale. Le timbre du déballage de cadeaux est le sujet d'un bloc-souvenir dans lequel il est mis en scène comme étant le sujet d'un film projeté à ciel ouvert ; vendu avec une carte de vœu illustré des mêmes petits animaux, ce souveir est vendu 3 € pour 0,54 € de faciale.
Deux blocs pré-personnalisés de cinq timbres avec une vignette « Bonne année 2007 » différente du bloc de dix sont offerts par La Poste : d'abord les cinq timbres différents sous forme autocollante aux employés de La Poste qui passent commande de produits philatéliques de fin d'année, puis cinq fois le timbre du traineau tiré par des pingouins et sous forme gommée aux clients de Phil@poste début avril 2007.
La manifestation premier jour a lieu les 25 et 26 novembre à l'Hôtel de l'Industrie, à Paris, en même temps que le carnet « Croix-Rouge ». Le cachet est également dessiné par Alexis Nesme : il représente un des petits pingouins des timbres. Un cachet sans mention « premier jour » est également disponible à Besançon.

## Décembre

### Grande Loge nationale française
Le 2 décembre, à l'occasion de la 8e Conférence mondiale des Grandes Loges régulières, est émis un timbre de 0,54 € pour le de la Grande Loge nationale française, d'obédience régulière et dont les membres doivent croire en Dieu. L'illustration dans des couleurs grises et bleues métalisées représentent des symboles francs-maçons imbriqués : au centre une étoile contenant la lettre « G » pour God (Dieu en anglais), un compas, une équerre et un triangle.
Le timbre de 4 × 2,6 cm est dessiné et mis en page par Jean-Paul Cousin. Il est imprimé en héliogravure en feuille de cinquante.
La manifestation premier jour a lieu le 1er décembre au siège de l'association à Paris. Le timbre à date reproduit le logotype de la Conférence mondiale des Grandes Loges régulières ; il est conçu par Gilles Bosquet.
Le timbre est retiré de la vente le 31 août 2007.

### Alain Poher 1909-1996
Le 4 décembre, est émis un timbre hors-programme de 0,54 € pour le 10e anniversaire de la mort d'Alain Poher, président du Sénat de 1968 à 1992, et qui exerça, par deux fois, la mission de président de la République par intérim en 1969 et 1974. Le portrait de la personnalité en costume de ville est placée sur la gauche du timbre, avec le palais du Luxembourg à l'arrière-plan, siège du Sénat.
L'illustration est dessinée par Marc Taraskoff à partir de photographies fournies par le Sénat et est gravée par Pierre Albuisson. Le timbre de 4 × 3 cm est imprimé en taille-douce en feuille de quarante-huit unités.
La manifestation premier jour a lieu le 2 décembre au palais du Luxembourg, siège du Sénat, à Paris. Un cachet spécial sans mention premier jour est disponible à Ablon-sur-Seine, ville natale de Poher, et à Strasbourg. La partie du palais du Luxembourg visible sur le timbre est reproduit sur le cachet premier jour également préparé par Pierre Albuisson.
Le timbre est retiré de la vente le 31 août 2007.

### Le tramway à Paris
Le 18 décembre, est émis un timbre de 0,54 € pour l'inauguration de la ligne 3 du tramway d'Île-de-France, première ligne de tramway en service dans cette ville depuis 1938. L'illustration est un montage de documents iconographiques : au premier plan, une photographie d'une rame du T3, devant la ligne orange pointillée de stations du plan de la ligne. À l'arrière-plan, se déploie le décor des monuments parisiens (non desservis par cette ligne) : tour Eiffel, Arc de triomphe, Moulin rouge et Sacré-Cœur.
Le montage des documents d'Alstom, de Grafibus, de la RATP et de la Mairie de Paris est réalisée par Stéphane Pécot de l'agence Abaka. Le timbre de 4 × 3 cm est imprimé en héliogravure en feuille de quarante-huit exemplaires.
La manifestation premier jour a lieu les 16 et 17 décembre à la hauteur de la station Porte de Versailles. Le timbre à date est dessiné par l'agence Abaka : vue d'une rame et d'un extrait du plan de la ligne et des correspondances avec les autres transports en commun ferrés.
Le timbre est retiré de la vente le 31 août 2007.

## Carnets d'usage courant
Les timbres de carnet au type Marianne des Français sont à dentelure ondulée latéralement pour faciliter leur décollement de la couverture du carnet et rendre difficile la falsification par photocopie couleur à bords droits. La couverture de 12,5 × 5,2 cm est imprimée en bleu sur papier blanc. Ils contiennent dix timbres à validité permanente de couleur rouge ; le 13 novembre, est émis un carnet commémoratif mixte contenant également cinq reprises de la Marianne de Gandon.
Le timbre est dessiné par Thierry Lamouche et gravé par Claude Jumelet.
Le recensement ci-dessous décrit les carnets d'après leur couverture. En France, seule La Poste peut y placer une promotion pour ces produits.

### Nouveau logo de La Poste
Le 15 janvier, est émis un carnet de dix timbres à couverture imprimée en gris sur blanc. Elle porte le nouveau logotype de La Poste et son slogan « ...et la confiance grandit. »

### Le Salon du timbre et de l'écrit
Le 13 mars, est émis un carnet de dix timbres pour annoncer le Salon du timbre et de l'écrit devant se tenir en juin 2006, au parc floral de Paris. La couverture reprend les éléments de promotion de cette manifestation : timbres-photographies évoquant les voyages.

### Portraits de régions: la France à vivre
Le 17 avril, est émis un carnet de dix timbres pour promouvoir l'émission du feuillet Portraits de régions de la série « la France à vivre ». La couverture reprend plusieurs éléments des timbres : le paysage des hortillonnages d'Amiens, un berger et son chien accomplissant la transhumance, un panier de mirabelles et un flacon.

### Six opéras de Mozart
En juin, est émis un carnet de dix timbres pour la promotion de l'émission « Personnages célèbres : les opéras de Mozart » du 26 juin. Le slogan sur la couverture annonce : « Six "Opéras de Mozart" au prix du timbre ! »

### La boutique web du timbre
Le 2 août, est émis un carnet de dix timbres faisant la publicité du site internet de vente par correspondance de La Poste. L'illustration montre un cabas et l'adresse du site précédée de la phrase : « Achetez tous vos timbres sur ».

### Portraits de régions: la France à voir
Le 25 septembre, est émis un carnet de dix timbres pour la promotion du feuillet Portraits de régions de la série « la France à voir ». Les lieux timbrifiés repris sur la couverture du carnet sont : à gauche, une tour catalane et le château de Chaumont-sur-Loire ; et à droite, le moulin de Valmy et les gorges de l'Ardèche. Le voilier en bas n'est pas inspiré de l'illustration d'un timbre ; il peut rappeler la Croisette du port de plaisance de Cannes.

## Timbres de distributeur
La Poste met à disposition des collectionneurs des timbres de distributeur spéciaux pendant la durée de certaines manifestations philatéliques. Ils sont de type LISA : le client choisit la valeur faciale du timbre que le distributeur lui imprime à la demande.

### Fédération française des associations philatéliques -79econgrès- Paris 2006
Du 17 au 25 juin, pendant le Salon du timbre et de l'écrit, est disponible un timbre de distributeur illustré d'un panorama des plus hauts étages de l'opéra Garnier et des immeubles proches. Ce monument est également l'objet d'un timbre pour annoncer la tenue du 79e congrès annuel de la Fédération française des associations philatéliques, à Paris.
Le timbre est dessiné par Henri Galeron.

### Mozart
Du 17 au 25 juin, pendant le Salon du timbre et de l'écrit, est disponible un timbre de distributeur en l'honneur du compositeur Wolfgang Amadeus Mozart. Sur un fond orange, sa signature, un piano et un violon rouges sont posés sur une partition blanche.
Le timbre est mis en page par Valérie Besser.

### Le Salon du timbre & de l'écrit 2006
Du 17 au 25 juin, pendant le Salon du timbre et de l'écrit, est disponible un timbre de distributeur portant la mention « Le Salon du timbre & de l'écrit 2006 » au-dessus de fruits : banane, mangue, pastèque, etc.
Le timbre est dessiné par René Mettler.

### Bilatérale France-Allemagne de Nevers
Du 15 au 17 septembre, pendant l'exposition philatélique bilatérale France-Allemagne à Nevers, est disponible un timbre de distributeur reproduisant une aquarelle du panorama de la ville de Nevers depuis la rive gauche de la Loire.
L'œuvre est signée d'un peintre local Michel Kolsek.

### Salon philatélique d'automne
Du 8 au 11 novembre, pendant le Salon philatélique d'automne à Paris, est disponible un timbre de distributeur représentant l'Opéra d'État de Vienne et l'Opéra Garnier de Paris. L'Autriche est le pays invité de la manifestation philatélique.
Le timbre est dessiné par Claude Perchat.

### Sources
- Les informations portées sur les timbres eux-mêmes (sujet, dessinateur, graveur),
- les informations données par La Poste dont catalogues de vente par correspondance,
- la presse philatélique française dont les pages nouveautés de Timbres magazine qui fournit les détails des manifestations premier jour et des notices sur les sujets des timbres. Celles de l'Écho de la timbrologie ont servi pour l'émission conjointe France-Nations unies et l'émission de carnets d'usage courant.
- Sur les émissions et oblitérations spéciales du Salon du timbre et de l'écrit, a servi le dossier paru dans l'Écho de la timbrologie no 1797 de juin 2006.